# Global Association of Mixed Martial Arts
Die Global Association of Mixed Martial Arts (GAMMA) ist der größte internationale Dachverband für Mixed Martial Arts. Der MMA gehören 211 nationale Verbände an (Stand: Januar 2020), deren überwiegende Mehrheit die Anerkennung ihres jeweiligen Nationalen Olympischen Komitees (NOK) besitzt.

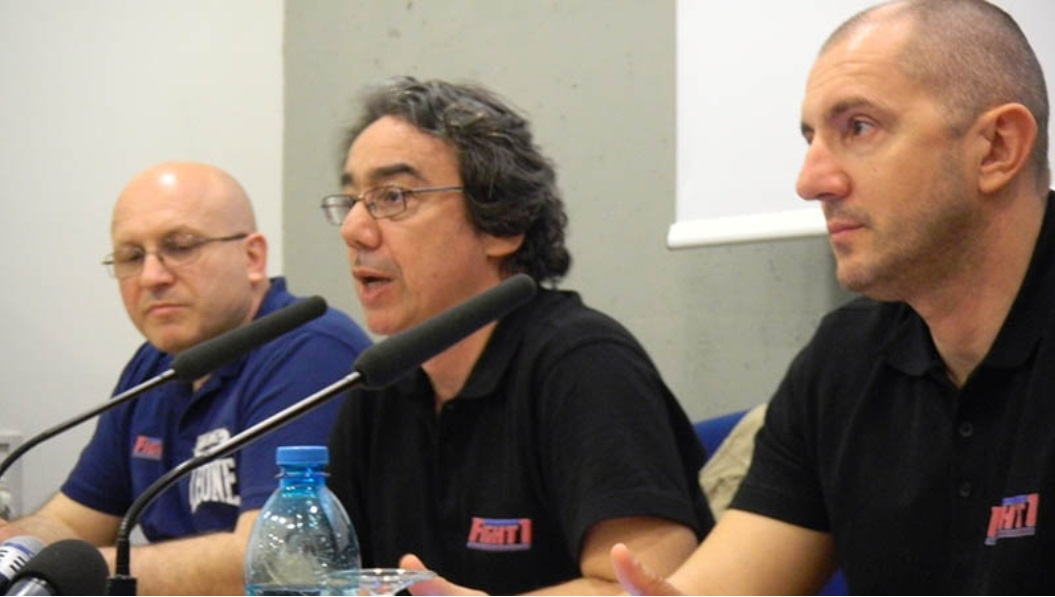
Carlo Di Blasi Global V. Präsident von GAMMA, mit dem MMA-Manager-Direktor Marco Franza von Carabinieri und dem MMA-Manager-Direktor Luca Della Rosa

GAMMA wurde von den ehemaligen Athleten Paolo Biotti und Carlo Di Blasi mit dem Ziel gegründet, die ethischen und moralischen Werte traditioneller Kampfkünste in MMA durch Aufsichtsbehörden und internationale Anti-Doping-Verfahren neu zu bewerten, innovative Sicherheitsbestimmungen und Bildungsprogramme für junge Menschen auf der ganzen Welt zu etablieren und zu fördern sowie die Anerkennung der Mixed Martial Arts als olympische Disziplin zu erlangen. Die Organisation hat heute über 140 nationale Verbände als Mitglieder, von denen etwa 70 von ihrem Nationalen Olympischen Komitee oder ihrer Nationalen Sportbehörde anerkannt sind.

## Geschichte
Der Verband wurde 2017 gegründet, nachdem Paolo Biotti, 30 Jahre lang selbst Meister des Kampfsports, sich mit dem größten europäischen Förderer Carlo Di Blasi getroffen hatte, der es nicht ertragen konnte, Kampfkünste ohne ihre repräsentativen Werte zu sehen, mit Beleidigungen und Gewalt im Fernsehen, die die Darstellung dieses Sports verzerrten. Um diesen Missstand zu beheben, beschlossen Biotti und Di Blasi mit seinen 40 Jahren Erfahrung auch in Sportverbänden, Sanktionsstellen, Marketing, Organisation großer Kampfsportveranstaltungen, Beziehungen zu Hunderten von Fernsehsendern auf der ganzen Welt und Management von Athleten an die Spitze der Welt, die „Marke“ GAMMA zu gründen.

## Organisation
Der Hauptsitz befindet sich in den Niederlanden und der operative Sitz in Mailand.

### Exekutive
- Erster Vizepräsident: Carlo Di Blasi –  Italien
- Präsident des Weltkomitees der Mitgliedsländer: Eric La Rocca –  Frankreich
- Weltweiter Direktor für Fernsehen und Marketing Paolo Biotti –  Italien
- Generalsekretär: Zeljiko Banic –  Kroatien

## Turniere
Alle großen Amateur-MMA-Turniere, die weltweit organisiert werden, sind unter der GAMMA-Organisation:
- Amateur-MMA-Weltmeisterschaft der Männer
- Amateur-MMA-Weltmeisterschaft der Frauen
- MMA-Weltmeisterschaft
- Professionelle MMA-Weltmeisterschaften
- Weltjugend-MMA-Meisterschaft

GAMMA befasst sich auch mit der Zulassung von Boxausrüstung (Handschuhe, Helme und Ringe) zur Verwendung bei Amateurkämpfen. Alle Handschuhe, Helme und Ringe, die bei offiziellen Wettkämpfen verwendet werden, müssen von der IBA oder dem nationalen Boxverband genehmigt worden sein und deren Marke tragen.

## Disziplinen
- Striking MMA
- Amateur MMA
- Submission MMA
- Pro MMA

## Kontinentalverbände
- Afrika mit 32 Mitgliedsländern
- Amerika mit 24 Mitgliedsländern
- Asien mit 38 Mitgliedsländern
- Europa mit 44 Mitgliedsländern
- Australien und Ozeanien mit 5 Mitgliedsländern